# Strobilanthes refracta
Strobilanthes refracta là một loài thực vật có hoa trong họ Ô rô. Loài này được D. Fang, Y.G. Wei & J. Murata mô tả khoa học đầu tiên năm 2000.